# みんなの中にKRY
『みんなの中にKRY』（みんなのなかにケイアールワイ）は、山口放送のテレビとラジオ双方で原則として毎月最終日曜日に放送される自己批評番組である。

## 放送内容
- 毎月行われる番組審議会の様子
- 特別番組の紹介
- ほか

## 放送時間

### テレビ
- 原則として毎月最終日曜日 6:00 - 6:15 - ただし、同時間帯に特別番組が編成される月にはその前週の日曜日に放送。

### ラジオ
- 原則として毎月最終日曜日 5:15 - 5:30

## 出演者
- 國本泰功（KRYアナウンサー）

## 備考
- 最終日曜日以外の週には、テレビでは同時間帯で『まめうしくん』（2013年1月6日 - ）を、ラジオでは『由紀さおりのハッピーモーニング』（2012年10月7日 - ）を放送。